# Lindholmen
Lindholmen is een plaats in de gemeente Vallentuna in het landschap Uppland en de provincie Stockholms län in Zweden. De plaats heeft 810 inwoners (2005) en een oppervlakte van 71 hectare.